# Syngrapha epigaea
Syngrapha epigaea là một loài bướm đêm trong họ Noctuidae.